# Naartse
Naartse – wieś w Estonii, w prowincji Parnawa, w gminie Halinga.